# Françoise Sainte-Croix Lacroix
Marie Françoise Bénédicte Lacroix dite Sainte-Croix Lacroix, née en 1807 à Toulouse et morte le 22 février 1863 à Marsac (Tarn-et-Garonne), fut d’abord membre d'un groupe janséniste convulsionnaire à Toulouse sous le nom de « sœur Françoise », puis après son mariage en 1835 avec Victor de Reversat, elle prit la direction spirituelle d’une petite communauté janséniste établie au château de Marsac (Tarn-et-Garonne).

## Biographie

### Origines
Les origines de Marie Françoise Bénédicte Lacroix ne sont pas clairement établies.
Dans un acte de notoriété établi pour son mariage et enregistré à Toulouse le sept août 1835 pour suppléer à son acte de naissance qu'elle déclare n'avoir pu découvrir malgré ses recherches, Marie Françoise Bénédicte Lacroix, déclare qu'elle est née en 1807 à Toulouse et indique qu'elle ne peut préciser l'époque du mariage légitime de ses parents M. Noël Lacroix propre et delle Bonne Dallet. Ses déclarations sont confirmées par les témoins. Dans son acte de décès en 1863 il est mentionné qu'elle est née probablement en 1807 à Lyon. Elle se déclarera sous le nom  d'emprunt Sainte-Croix Lacroix qui restera son nom officiel jusqu'à sa mort.
La vicomtesse de Malartic écrit que sa tante Félicité de Vignes de Puylaroque qui résidait au château de Marsac lui raconta en 1870 une histoire selon laquelle la duchesse d'Angoulême désirait marier Françoise Lacroix à un gentilhomme de province pour l’éloigner de la cour où « sa naissance, trop illustre, peut-être », devait rester inconnue « si princesse il y avait ». Véronique Alemany écrit que selon « une rumeur qui circule depuis le siècle dernier dans la famille Marsac », Françoise Lacroix « serait une fille naturelle de Charles X et aurait été amenée à Toulouse par la duchesse d’Angoulême chargée de trouver un mari à la jeune fille de naissance illustre ». Aucune source ne confirme cette origine donnée par une rumeur familiale.
Sur l'origine de Françoise Lacroix, Véronique Alemany dans La dernière Solitaire de Port-Royal écrit qu'elle naquit à Lyon en 1807 ou 1806 dans une famille janséniste et que son père, issu « d’une très bonne et riche famille, exerçait les fonctions de juge à Lyon ». Elle indique que Françoise éprouvait de l’aversion pour la religion, elle avait un fort mauvais esprit et attachait beaucoup d’importance à ses « ajustements ». Malicieuse et menteuse, orgueilleuse et rebelle, elle rendit la vie difficile à ses parents, comme à ses frères et sœurs. Mourant, son père se vit refuser les sacrements, ce qui laisse supposer qu’il aurait appartenu à la Petite Église anticoncordataire. Il fallut l’intervention du maire de Lyon et celle du chanoine de la métropole pour qu’on lui donne les sacrements. Orpheline de son père, Françoise Lacroix fut enlevée à sa mère et mise au couvent puis elle suivit ses frères à Saint-Étienne dans un pensionnat appelé « Maison des Jansénistes ». L’âge approchant où Françoise devait devenir instrument de l’œuvre, elle se révolta. Mais malgré ses résistances elle ne put échapper à ce qu’elle ressentait comme sa vocation : être l’instrument de l’œuvre de Dieu.

### La communauté janséniste

#### «Les enfants de l’Œuvre de la Croix et de Sinaï»

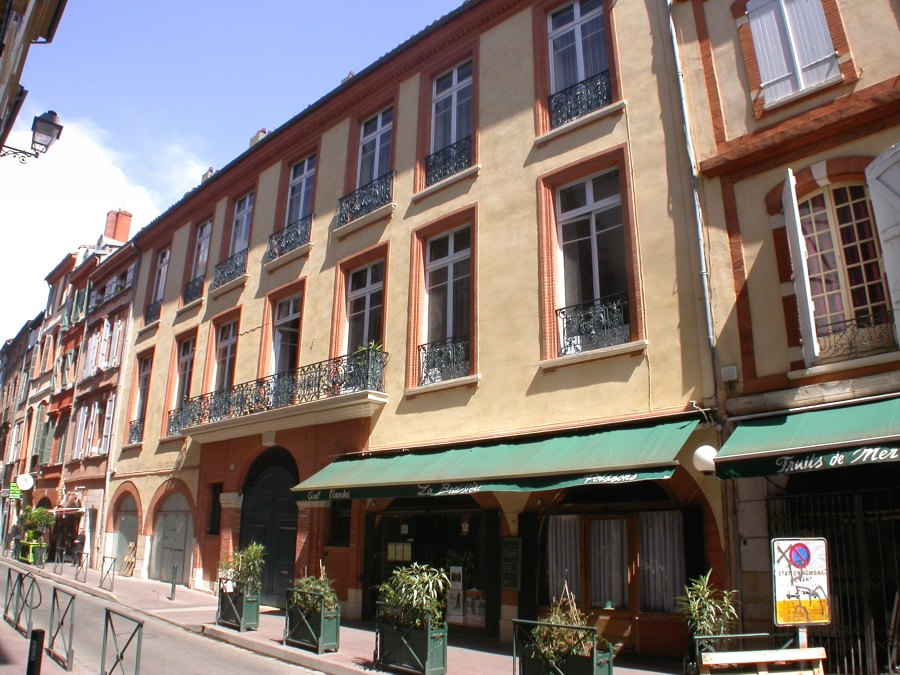
Hôtel particulier des Reversat de Marsac, au 42 rue Pharaon à Toulouse

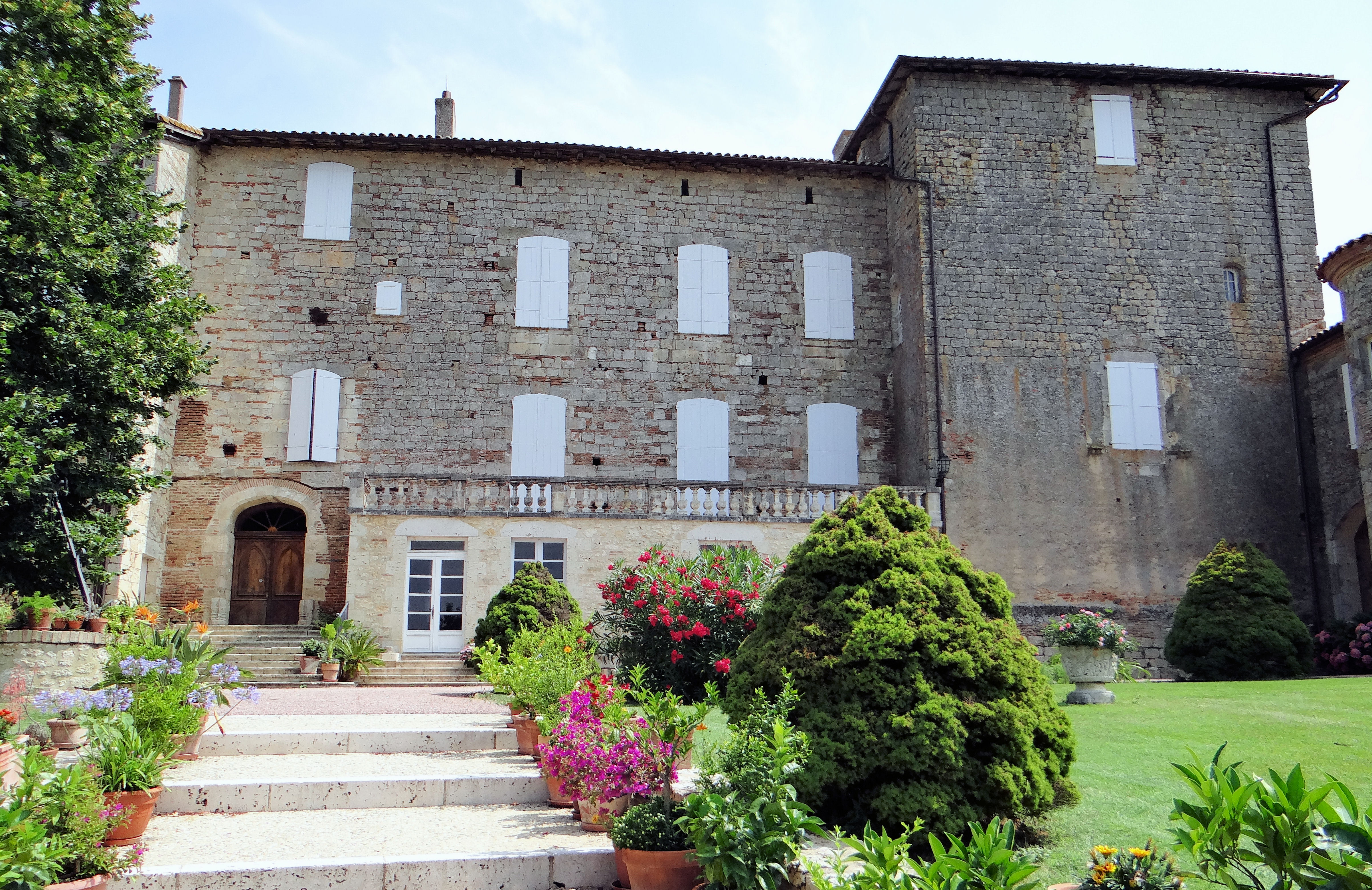
Château des Reversat de Marsac à Marsac (Tarn-et-Garonne)

Au début du XIXe, une communauté janséniste « les enfants de l’Œuvre de la Croix et de Sinaï »  s’était constituée autour de Madame de Marsac, née de Vignes de Puylaroque à Toulouse, dans son hôtel particulier 42 rue Pharaon et au château de Marsac. Le noyau de ce cercle se compose de ses deux fils « Victor  et Eugène très liés avec Armand de Voisins-Lavernière formant un trio soudé par une "franchise fraternelle"» auquel s'ajoute dès 1805 Louis de Lingua de Saint-Blanquat, mari de leur sœur Alexandrine, et par la suite deux de leurs fils : Eugène et Melchior, particulièrement zélés, même s'ils résident au château de Lacaze à Capens. Ce cercle familial est complété de « relations amicales », de « personnes dévouées au service de la famille » et de sympathisants religieux ou non. La « riche bibliothèque » constituée à Marsac permet de découvrir un regroupement janséniste peu connu,,.

#### Les débuts de «sœur Françoise» à Toulouse

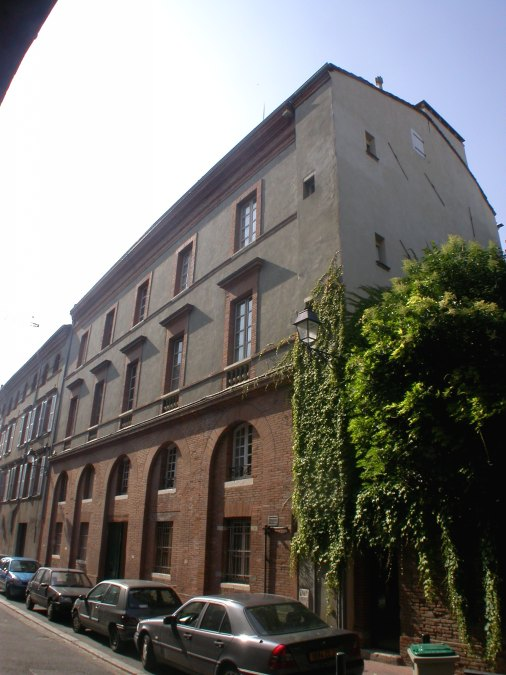
8, rue des Renforts à Toulouse, siège de la “petite société” de l'Œuvre de la Croix entre 1829 et 1835

Au printemps 1829, Françoise Lacroix devient « sœur Françoise » sous la direction de l’abbé Arnaud au sein d’une « petite société » attachée à l’Œuvre de la Croix dans un hôtel particulier situé 8 rue des Renforts à Toulouse. À la tête de ce groupe se trouve Victor de Marsac, assisté d'un ami proche et d'un ministre, l'abbé Arnaud, imbu de son pouvoir absolu de coercition sur Françoise Lacroix, sœur convulsionnaire à leur merci. En juin 1829, Louis de Saint Blanquat voit « une bénédiction nouvelle et une grâce infiniment précieuse » dans l’accueil de « cette jeune innocente, dévouée à la vérité, présentée dès son enfance […] comme la Vérité incarnée » devant « fortifier cette communauté catholique dissidente et conforter son ministre interdit ». Des rapports adressés à Victor de Marsac indiquent que dès septembre 1829 elle est soumise de jour comme de nuit à des séances éprouvantes qui influent sur sa santé physique et mentale.

#### Scission dans la communauté
En 1829, Françoise Lacroix vient, contre son gré, de Saint-Étienne à Toulouse pour devenir la dame de compagnie de Madame de Marsac.
Louis de Saint-Blanquat, beau-fils de Madame de Marsac, exprime rapidement sa réticence vis-à-vis de Françoise Lacroix et lui attribue la responsabilité d’évènements malencontreux arrivés chez les Marsac. Absent de Toulouse entre juin et octobre 1829, quand il revoit sa belle-mère, il est frappé du changement survenu sur son visage : « elle était pâle et défaite et tout annonçait qu’elle avait souffert d’une manière très forte » ; elle lui raconte des « faits précis » qui s’étaient déroulés.». Madame de Marsac meurt quelques mois plus tard le 21 janvier 1830. Selon Louis de Saint-Blanquat Madame de Marsac et son fils Victor auraient été abusés, le vrai responsable de cette supercherie étant l’abbé Arnaud qui dirige Françoise Lacroix. Sa méfiance repose sur les comportements caractériels de Françoise Lacroix et sur les instructions de l’abbé Arnaud qui sait séduire des esprits en quête de sensationnel. Sans doute a-t-il des raisons valables pour déceler chez cet ecclésiastique interdit un homme de préjugés, d'erreurs et de passions et d'en faire part à son beau-frère dans une lettre du 18 novembre 1829. Il met en garde ses proches contre une éventuelle supercherie et leur conseille de ne pas se laisser aveugler et de faire la différence entre le surnaturel et le mensonger. Rien n'y fait, fin janvier 1830, à la mort de sa mère, Victor de Marsac  prend la tête de la communauté des « inconditionnels de l'authenticité de la vocation divine de Françoise »,.

#### Sœur Françoise convulsionnaire au sein du clan de Marsac

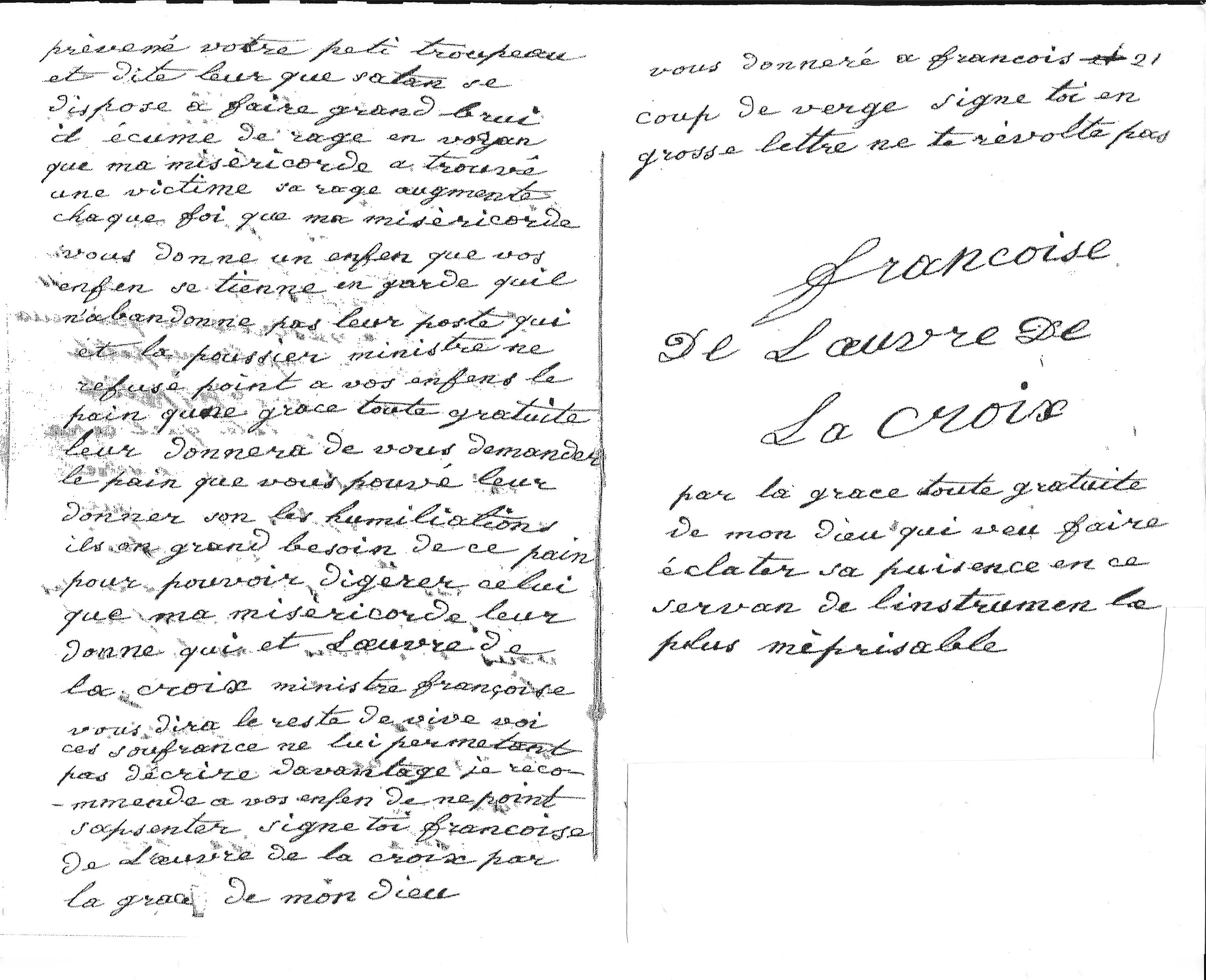
Extrait d'un dialogue nocturne de la sœur Françoise

De 1830 à 1831, Françoise Lacroix continue d'être (de son plein gré ou contre son gré)  « le centre attractif » de cette « petite société » « adepte de sensations fortes » qui se réunit dans l’immeuble de la rue des Renforts et qui veut « s’inscrire dans la lignée du courant spirituel de Port-Royal et des comportements jansénistes convulsionnaires de la fin du XVIIIe dont elle illustre les avatars ». Elle sera contrainte à participer chaque jour à des séances éprouvantes de spiritisme faites de visions, d’écriture automatique, d’attitude de pénitence, de soumission et à subir des sévices corporels au cours de ces séances particulières. Sur ces séances pendant trois années, Véronique Alemany écrit : « Comment une jeune femme d’une vingtaine d’années a-t-elle pu supporter autant d’épreuves qui s’apparentent, physiquement et spirituellement à un chemin de croix ? Quoi qu’il en soit la jeune femme fit preuve sur ces deux plans, physique et psychique, d’une assez bonne santé. Malgré le manque de sommeil, une nourriture succincte, les coups violents régulièrement reçus et les convulsions qui secouaient son corps, elle survécut à ces excès subis pendant trois ans et ne mourut que trente ans après. ».

### Mariage et fin de vie
Après la première publication des bans de mariage le 9 août 1835 et la dispense de la seconde publication le 11 août 1835 par le tribunal civil de Toulouse et un contrat de mariage établi le même jour devant notaire, Marie Françoise Bénédicte Lacroix (sous le nom Sainte-Croix Lacroix) et Victor de Reversat de Marsac se marient civilement le 12 août 1835 à la mairie de Toulouse à une heure du matin« pour préserver son caractère secret » écrit Véronique Alemany qui souligne le « détail significatif sur la position de renégat à laquelle ils [les Marsac en tant que jansénistes] étaient contraints » : la non mention dans les registres paroissiaux toulousains du mariage à l’église de Victor de Marsac et Françoise Lacroix en 1835 ; il aurait donc été célébré clandestinement. À cette époque les Marsac recevaient en cachette l’abbé Arnaud « prêtre interdit [qui] exerce [chez eux] sa prétendue mission ».

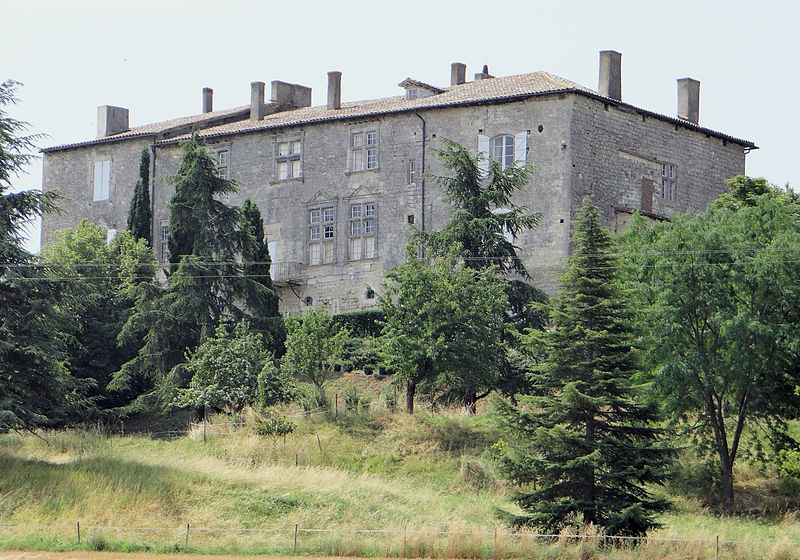
Château de Marsac (façade NE)

Le couple s'installe au château de Marsac où Madame de Marsac prend alors en main la gestion matérielle du château et la direction spirituelle de la communauté établie dans ce "repaire du Jansénisme",. « Épouse autoritaire et chef impérieux de la communauté qui l’avait accueillie », elle « régnait, dans un "nid d'aigle" sur des hommes soumis ». Un courrier « révèle que Mme de Marsac fit souvent pleurer son mari, qu’elle le rendit inquiet de la soumission à laquelle elle le réduisait au point de le blesser dans son amour-propre, même si son épouse était supposée avoir une mission divine ». Intelligente et autoritaire, par une  administration rigoureuse des propriétés et sans apporter de luxe au château, elle triple une fortune en assez piètre état. Sa réputation de femme supérieure se propage et les paysans, s’ils ont un procès, viennent la consulter.
La vie de la famille de Marsac est perturbée par la personnalité complexe de Françoise Lacroix : ancienne visionnaire hantée par des idées millénaristes, au passé habité de scènes extravagantes et de rêves étranges, et maîtresse de maison au caractère tranché respectée pour sa supposée ascendance royale,. Au noyau familial se greffe l’épouse du frère aîné de Victor de Marsac, son frère cadet et l'ami intime de ceux-ci, Armand de Voisins ; un couple ami, les Laffont, rejoint par leur nièce orpheline. Trois femmes et un couple sont attachés à leur service. ».
L’autorité de Mme de Marsac et ses fortes convictions jansénistes lui font affronter l'évêque de Toulouse et les autorités ecclésiastiques refusent alors de l'entendre en confession. Selon Véronique Alemany, on peut supposer que ce refus est à l'origine de sa soumission peu de temps avant sa mort.
Françoise Lacroix meurt le 22 février 1863 au château de Marsac. De son mariage avec Victor de Reversat naitront quatre enfants :
- Louis, né le 25 octobre 1837[41]
- Marie, née le 11 octobre 1839[42]
- Emmanuel, né 20 mars 1842[43]
- Perpétue, née le 8 juin 1845[44], mariée le 6 février 1865 avec Louis Adolphe vicomte d'Aurelle de Paladines[45]. Veuve à 26 ans, fidèle au Jansénisme, elle s'installe en 1895 à Port-Royal des Champs où elle finira sa vie comme dernière Solitaire de Port-Royal. Elle meurt le 19 septembre 1932 à l'hospice de Chevreuse.

### Personnalité
À propos de Françoise Lacroix, Véronique Alemany parle d'une personnalité psychopathologique dont les troubles du comportement semblent caractéristiques d’une fragilité nerveuse et d’un déséquilibre psychique. Dans un contexte historique particulier, cette personnalité illustra un nouvel épisode du jansénisme convulsionnaire excentrique,.